# ミゲル・ガルシア・グラナドス

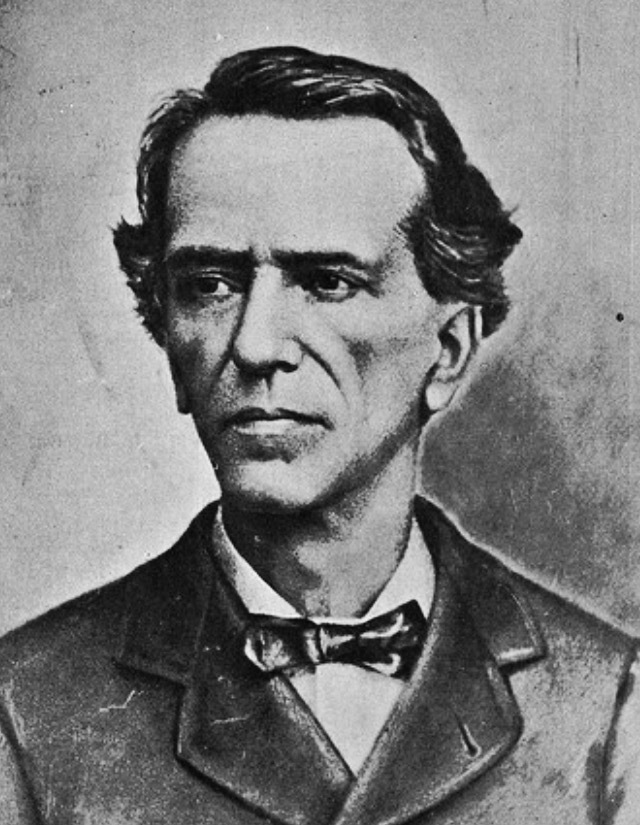
ミゲル・ガルシア・グラナドス

ミゲル・ガルシア・グラナドス（Miguel García Granados、1809年9月29日 - 1878年9月8日）はスペイン生まれのグアテマラの軍人、政治家。保守派による政治を終わらせ、グアテマラの臨時大統領をつとめた（在職1871-1873年）。

## 生涯

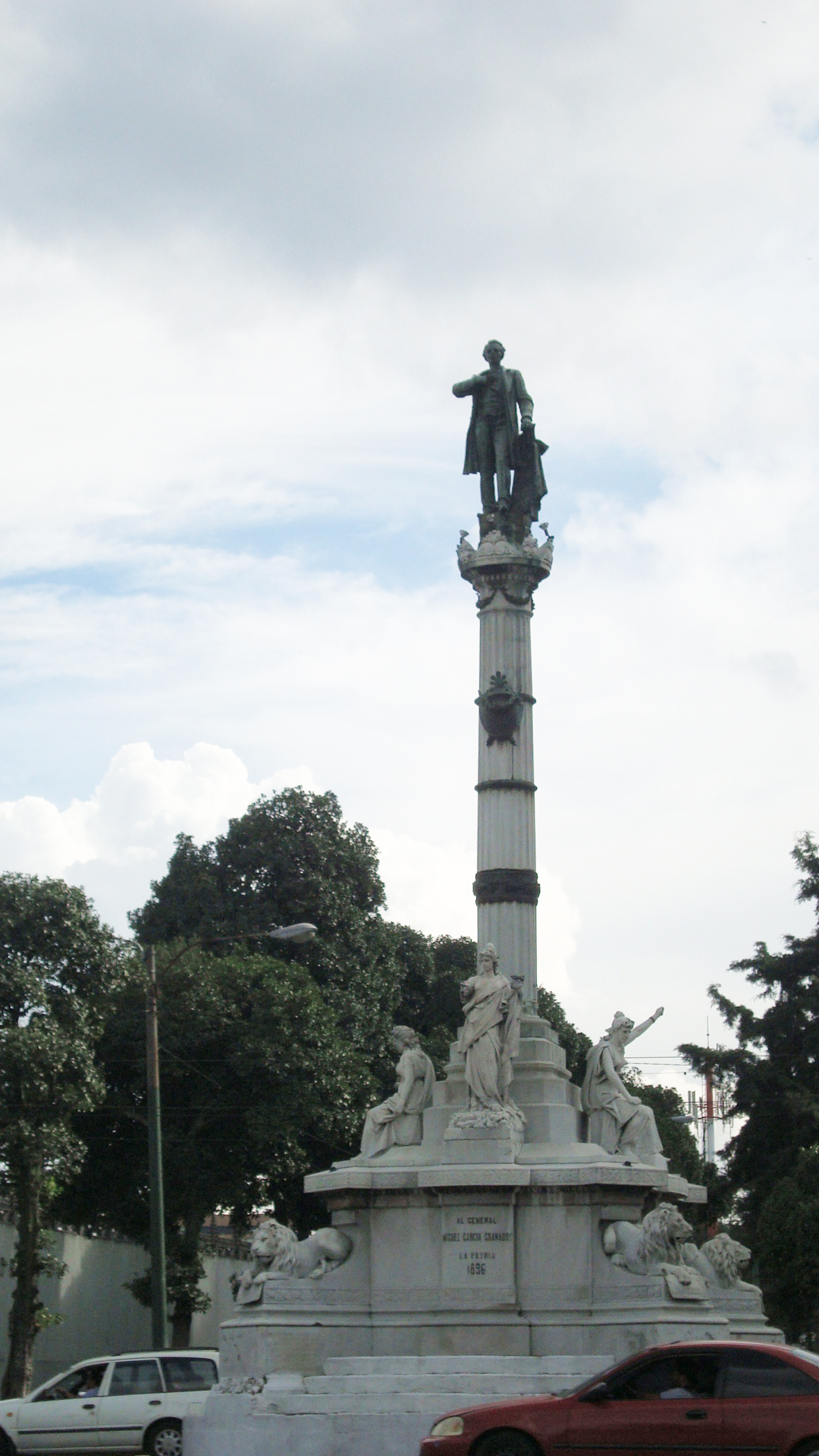
グアテマラシティにあるガルシア・グラナドスのモニュメント

ガルシア・グラナドスは1809年にスペインのカディス県エル・プエルト・デ・サンタ・マリアで生まれ、1811年に家族とともに当時スペインの植民地だったグアテマラに移住した。1823年からニューヨーク、フィラデルフィア、ロンドンで学んだ。1827年にグアテマラに戻り、内戦中の中央アメリカ連邦共和国の保守派の軍隊に少尉として参加した。しかし1829年、自由主義者であるホンジュラスのフランシスコ・モラサンの軍に保守派は敗北した。
1839年にグアテマラは中央アメリカからの独立を宣言したが、それ以来約30年間にわたって保守派による政治が続いた。1865年にラファエル・カレーラが没した後、その後継者のビセンテ・セルナが大統領の職についた。当時ガルシア・グラナドスは自由主義派の中心人物になっていた。保守派の独裁に対する1867年と1869年の反乱に参加し、失敗するとメキシコに亡命した。
1871年にガルシア・グラナドスはフスト・ルフィーノ・バリオスとともにビセンテ・セルナを倒すための自由主義派の軍を率いてメキシコからグアテマラに侵攻した。同年6月3日、自由主義派はチマルテナンゴ県パツィシア (Patzicía) においてセルナ政権の打倒とガルシア・グラナドスの臨時大統領への指名を宣言した。6月30日に自由主義派はグアテマラシティに入った。ここにセルナ政府は倒れ、保守派の政治は終った。
ガルシア・グラナドスはグアテマラの臨時大統領に就任した。新政府は出版や信教の自由を認め、公共事業を奨励し、現在までほぼ同じデザインが使われているグアテマラの国旗・国章を定め、また十分の一税の廃止やイエズス会の追放、教育の世俗化の促進などの自由主義的改革を行った。
しかし改革を不十分とするバリオスは1872年にグアテマラシティまで軍とともに行進して示威を行い選挙を要求した。1873年、選挙に勝利したバリオスが新しい大統領に選出された。
ガルシア・グラナドスは1878年、グアテマラシティで没した。1894年にガルシア・グラナドスの遺体が市内の総合墓地に改葬された。

## 栄誉
グアテマラの10ケツァル紙幣にガルシア・グラナドスの肖像が描かれている。